# Oscar Zeta Acosta

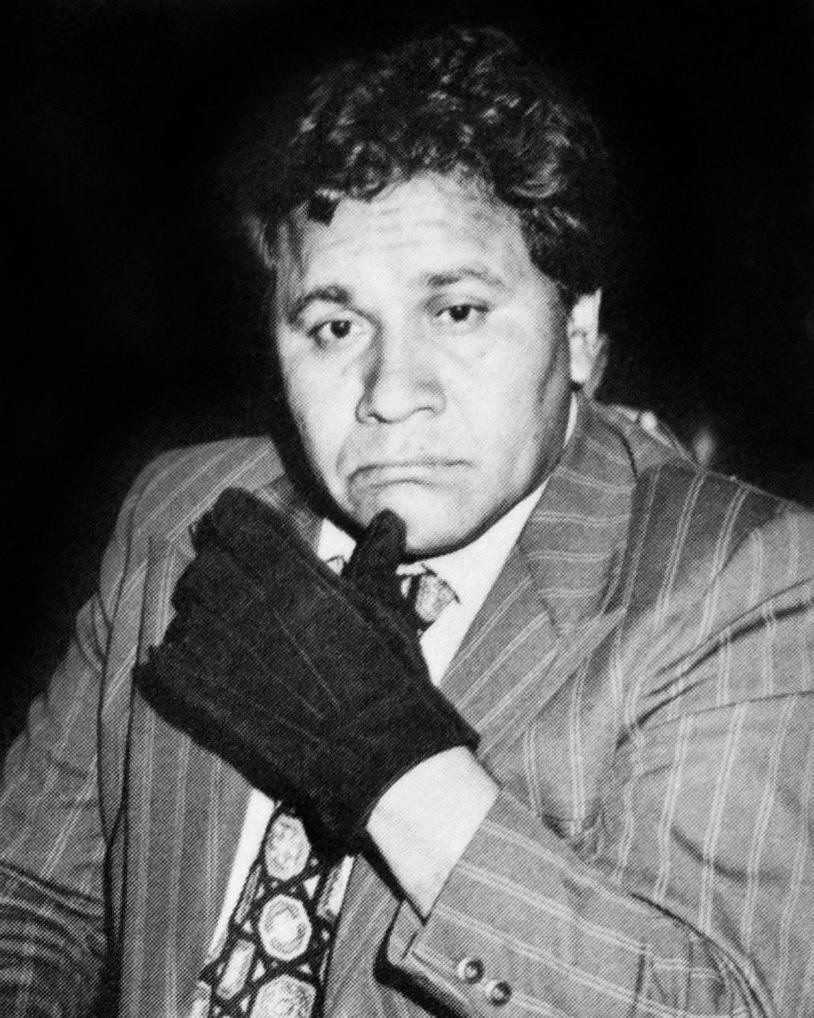
Oscar Zeta Acosta (1972)

Oscar Zeta Acosta (geboren am 8. April 1935 in El Paso, Texas; als vermisst gemeldet am 27. Mai 1974 in Mazatlán, Sinaloa) war ein US-amerikanischer Rechtsanwalt, Politiker und Schriftsteller. Sein Prosawerk wird der Chicano-Literatur zugerechnet. Bekannt wurde er als Inspiration für den fiktiven Charakter Dr. Gonzo im Roman „Fear and Loathing in Las Vegas“ von Hunter S. Thompson.

## Leben
Acosta wuchs als jüngstes von drei Kindern in einer mexikanischstämmigen Familie in Kalifornien auf. Sein Vater wurde während des Zweiten Weltkrieges zum Wehrdienst eingezogen, weshalb Acosta bereits als kleiner Junge für den Lebensunterhalt seiner Familie mitsorgen musste. Nach dem Abschluss der High School ging er zur US Air Force, aus der er nach vier Jahren ehrenhaft entlassen wurde.
Nachdem Acosta seinen Schulabschluss am Modesto Junior College nachgeholt hatte, studierte er Kreatives Schreiben an der San Francisco State University. Nach seiner Graduierung machte er 1966 sein Examen an der San Francisco Law School. Im Anschluss arbeitete er als Rechtsanwalt für die East Oakland Legal Aid Society in Oakland, einer Organisation, die sich gegen Armut einsetzte. Später zog Acosta ins östliche Los Angeles und engagierte sich als Bürgerrechtler für die sogenannten Chicanos.
1970 kandidierte er als Sheriff für das Los Angeles County gegen Peter Pitchess und erhielt mehr als 100.000 Stimmen. Während der Wahlkampagne verbrachte er wegen Missachtung des Gerichts mehrere Tage im Gefängnis. Letztendlich gewann Pitchess mit 1,3 Millionen Stimmen die Wahl deutlich.
Im Sommer 1967 traf Acosta den Journalisten Hunter S. Thompson, der für das Musikmagazin Rolling Stone den Artikel „Strange Rumblings in Aztlan“ über ihn und die Ungerechtigkeit in den Barrios von Los Angeles schrieb. Der Artikel behandelte auch den gewaltsamen Tod von Ruben Salazar, eines bekannten Journalisten und Kolumnisten der Los Angeles Times, der 1970 bei einer Protestveranstaltung gegen den Vietnamkrieg von einer Tränengasgranate getötet worden war, die ein Polizist verschossen hatte.
1971 machten Thompson und Acosta eine Reise nach Las Vegas, die die Vorlage für den Roman „Fear and Loathing in Las Vegas“ bildete. Thompson beschrieb Acosta folgendermaßen:

„Ernsthafte Straßenschlachten waren nicht Oscars Ding, aber in einer Kneipenschlägerei war er die Hölle auf Rädern. Jedwede Kombination aus einem 113 Kilogramm schweren Mexikaner und LSD-25 ist eine potentiell tödliche Gefahr für alles innerhalb ihrer Reichweite – aber wenn der betreffende Mexikaner in der Tat ein stockwütender Chicano-Anwalt ist, absolut ohne Furcht vor allem, was auf weniger als drei Beinen geht, und sich in der de facto suizidalen Überzeugung befindet, dass er mit 33 Jahren sterben wird – so wie Jesus Christus –, dann hat man wirklich ein Problem am Hals. Speziell dann, wenn der Bastard bereits 33 ½ ist, den Kopf voller Sandoz Acid, eine geladene .357 Magnum am Gürtel, einen axtschwingenden Chicano-Leibwächter stets an seiner Seite und die peinliche Angewohnheit hat, alle 30 oder 40 Minuten gezielte Geysire puren Blutes zu erbrechen, wann immer sein bösartiges (Magen)Geschwür keinen weiteren puren Tequila mehr verträgt.“

Acostas erster Roman Autobiography of a Brown Buffalo wurde 1972 veröffentlicht, gefolgt 1973 von The Revolt of the Cockroach People, einer fiktiven Erzählung über die Antikriegsbewegung der Chicanos von 1970.
1974 verschwand Acosta bei einer Reise durch den mexikanischen Bundesstaat Sinaloa. Im Mai desselben Jahres hatte Acosta mit seinem Sohn Marco telefoniert und ihm gesagt, dass er „ein Boot voller weißem Schnee besteigen würde“ („board a boat full of white snow“). Marco wird in Bezug auf das Verschwinden seines Vaters zitiert: „Die Leiche wurde nie gefunden, aber da wir die Leute, mit denen er zu tun hatte, kennen, vermuten wir, dass er wahrscheinlich in einen Kampf geriet und getötet wurde.“ Acostas Freund Thompson ging von politischem Mord oder Mord durch Drogendealer aus.

## Verschiedenes
In Terry Gilliams Verfilmung von Fear and Loathing in Las Vegas übernahm Benicio del Toro die Rolle Acostas.